# Mucuna urens
Mucuna urens är en ärtväxtart som först beskrevs av Carl von Linné, och fick sitt nu gällande namn av Friedrich Casimir Medicus. Mucuna urens ingår i släktet Mucuna och familjen ärtväxter. Inga underarter finns listade i Catalogue of Life.

## Bildgalleri

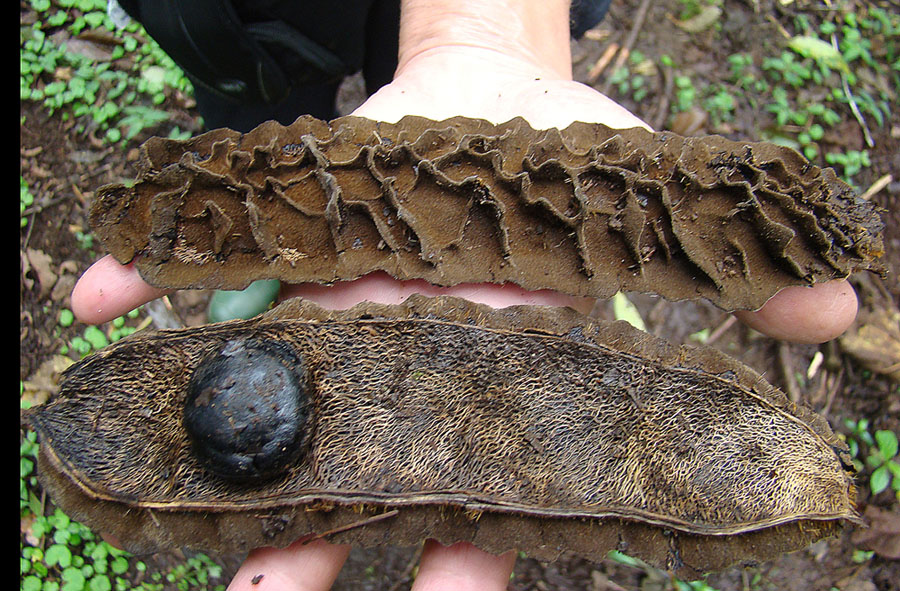
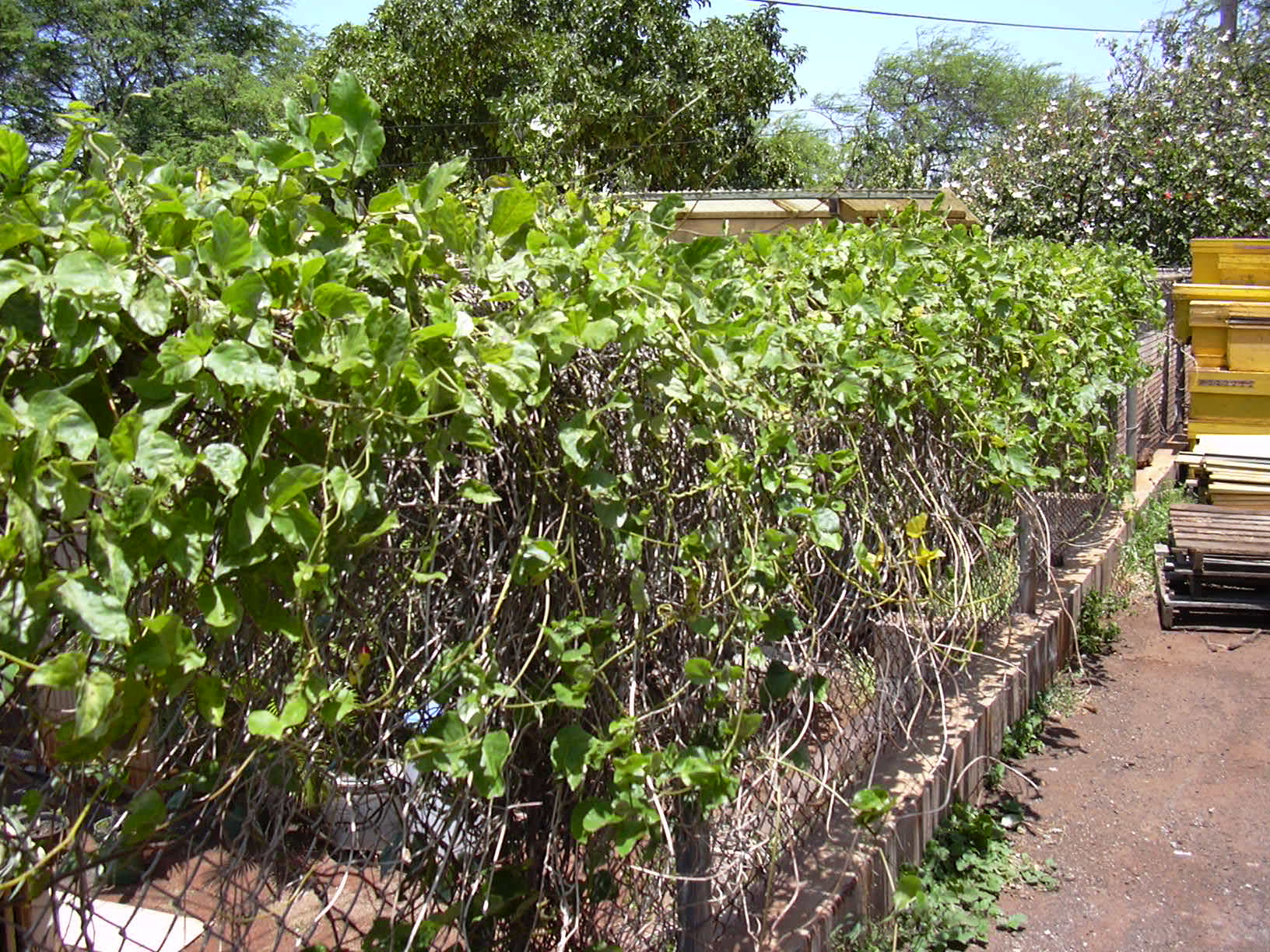